# 꿈꾸는 광고 제작소
《꿈꾸는 광고 제작소》는 Mnet에서 2012년 6월 13일부터 2012년 7월 25일까지 방송되었던 TV 프로그램이다. 2명이 한 팀으로 출전하며, 40개 팀을 1차로 선발하고 온라인 투표로 Top10을 선정한다. Top6까지 오를 경우 KB국민카드 광고 제작에 참여할 수 있다. 우승팀에게는 1억 원의 상금과 대형 광고 기획사에 입사할 수 있는 기회가 주어진다.

## 참가자
| 순위  | 이름                    | 소속                                                       |
| ----- | ----------------------- | ---------------------------------------------------------- |
| 1위   | 오창훈 (F5)             | 前슈퍼노멀보이스, 前add2paper, 前LBEST, 前대홍기획, 現ocra |
| 1위   | 송수환 (F5)             |                                                            |
| 2위   | 전포근 (낮에쓴러브레터) |                                                            |
| 2위   | 장두진 (낮에쓴러브레터) | LBEST                                                      |
| 3위   | 윤정환 (감회)           |                                                            |
| 3위   | 채우석 (감회)           |                                                            |
| 4위   | 박성규 (DNS)            | LBEST                                                      |
| 4위   | 김대수 (DNS)            |                                                            |
| Top6  | 강낙훈 (자전거여행)     |                                                            |
| Top6  | 김성하 (자전거여행)     |                                                            |
| Top6  | 김현주 (발광)           |                                                            |
| Top6  | 김건영 (발광)           |                                                            |
| Top8  | 왕백 (광고백,신)        |                                                            |
| Top8  | 신병헌 (광고백,신)      |                                                            |
| Top8  | 강유미 (오징어땅콩)     |                                                            |
| Top8  | 이건욱 (오징어땅콩)     |                                                            |
| Top10 | 박수람 (혜윰나래)       |                                                            |
| Top10 | 장은혜 (혜윰나래)       |                                                            |
| Top10 | 정유연 (애플라이)       |                                                            |
| Top10 | 신아름 (애플라이)       |                                                            |